# 아틀레티코 울트라마르
아틀레티코 울트라마르는 동티모르의 축구단이다. 현재 LFA 프리메이라에 참가하고 있다.

## 우승
- 타사 12 데 노벰브로: 2017, 2018